# 1216 Askania
Askania (asteróide 1216) é um asteróide da cintura principal, a 1,8318627 UA. Possui uma excentricidade de 0,1793551 e um período orbital de 1 218,13 dias (3,34 anos).
Askania tem uma velocidade orbital média de 19,93535248 km/s e uma inclinação de 7,60351º.
Esse asteróide foi descoberto em 29 de Janeiro de 1932 por Karl Reinmuth.